# Albero di Natale

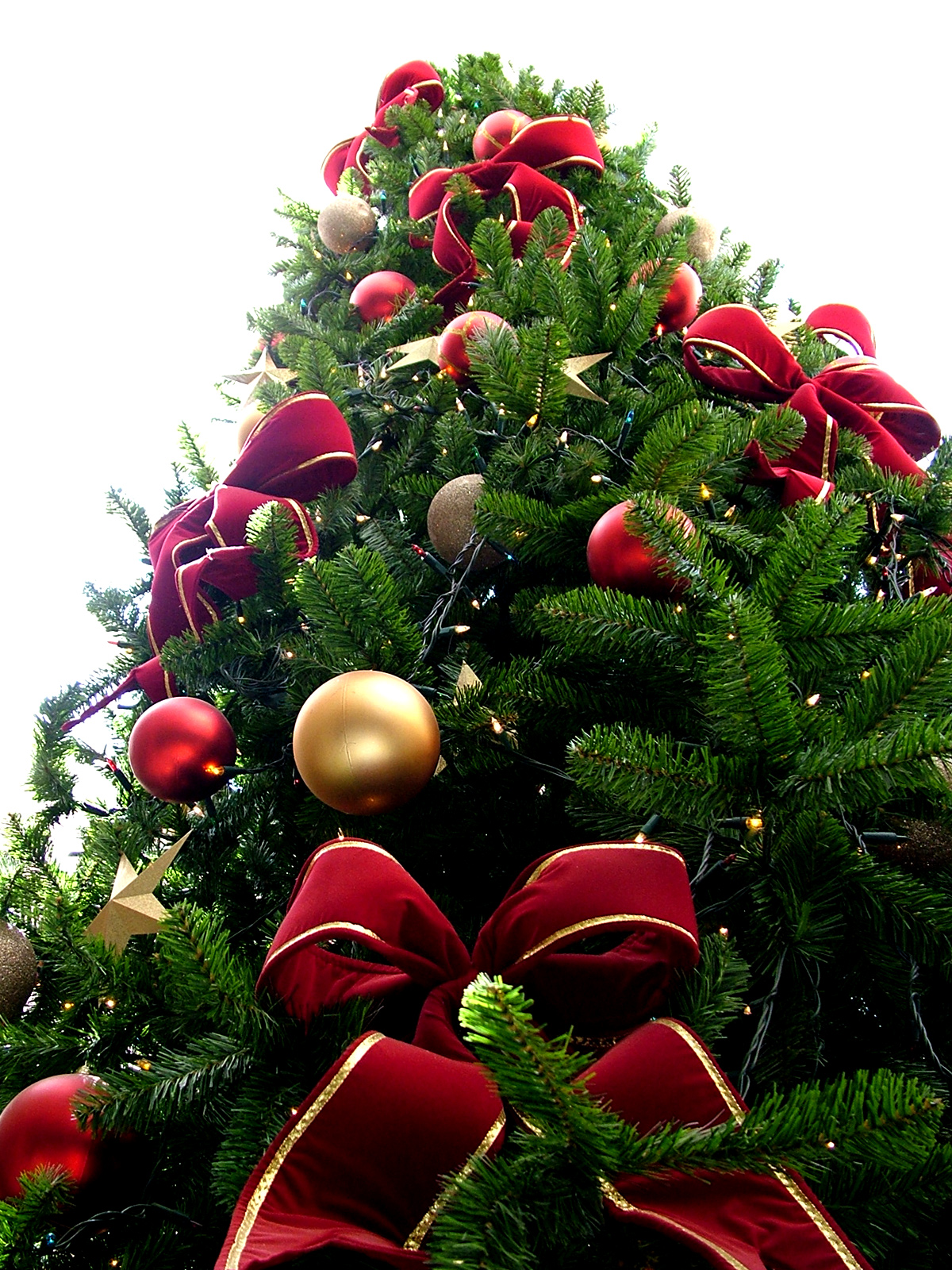
Un albero di Natale

L'albero di Natale è un simbolo allestito in casa o in luoghi pubblici durante il periodo natalizio, solitamente una conifera sempreverde, come un abete naturale o artificiale, che viene decorata con luci natalizie, palline, festoni, fiocchi e spesso una stella (che si ispira alla stella di Betlemme) in cima. Originario della Germania e associato a san Bonifacio, è una delle più diffuse usanze della celebrazione del Natale in molti paesi. Un tempo l'albero era sempre di origine naturale, di solito un piccolo abete che veniva tagliato nel bosco e portato in casa come addobbo natalizio. In epoca industriale iniziarono il commercio degli abeti coltivati e degli abeti di materiale plastico, in vari formati e colori.
L'immagine dell'albero come simbolo dell'axis mundi che collega il Cielo supremo sede della Divinità (specificamente la stella polare) e la Terra, ha origini molto antiche e trova riscontri in diverse religioni.

## Storia

### Origine e significato

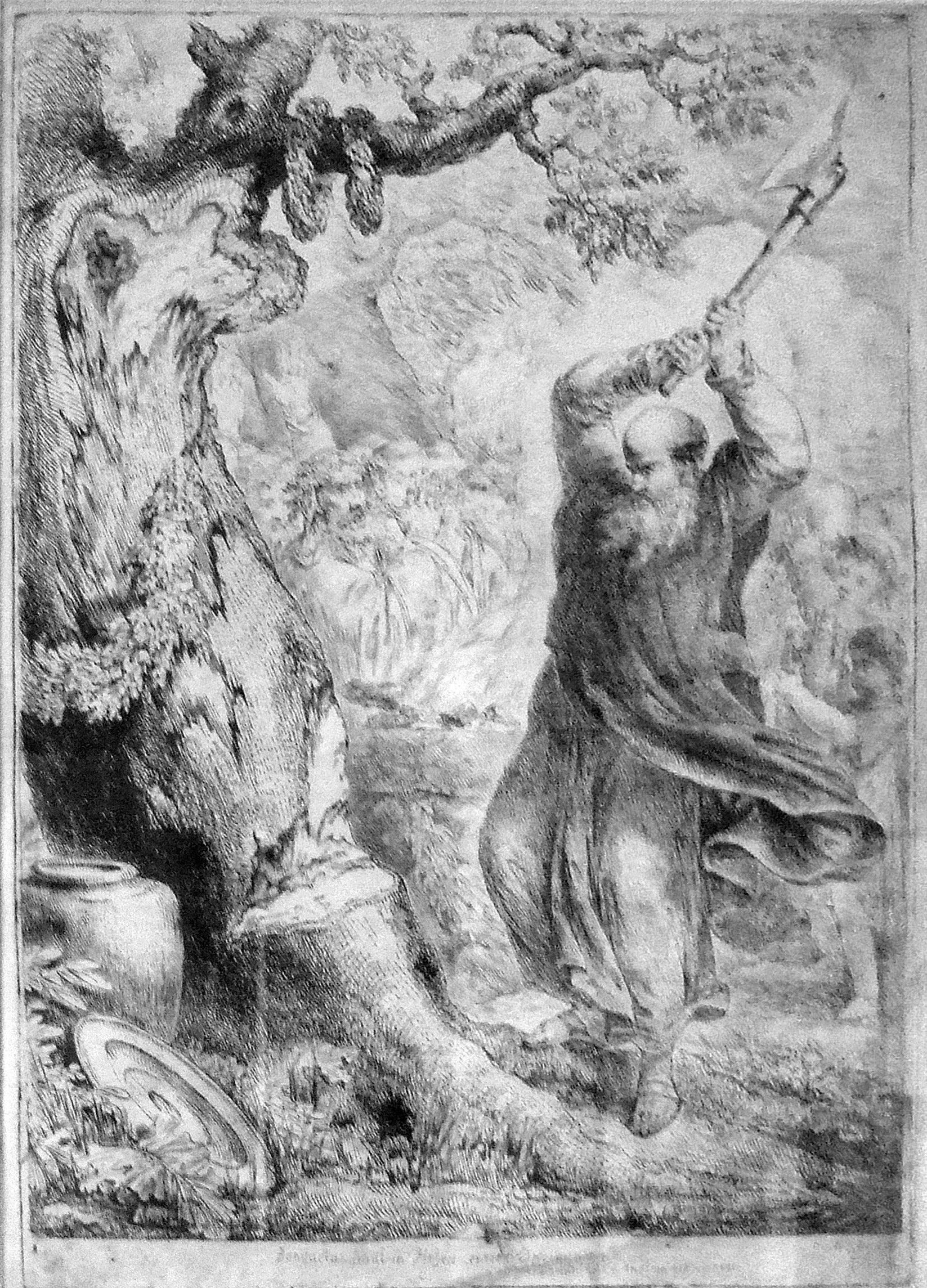
San Bonifacio abbatte l'albero di Thor in un'incisione di Bernhard Rode.

Una leggenda fa risalire l'usanza al 724, quando nel territorio della tribù germanica dei Catti, presso l'attuale Fritzlar, il missionario anglosassone Winfrid - poi conosciuto come San Bonifacio - abbatté a colpi d'ascia una quercia sacra al dio Thor con l’intento di fermare i sacrifici umani che vi avvenivano e convertire quei popoli al cristianesimo e al suo posto crebbe un abete triangolare, che fu associato alla figura di Gesù Cristo come simbolo di immortalità e della Trinità (vista la forma).
Alla base dell'albero natalizio ci sono tuttavia gli antichissimi usi, tipici di varie culture, di adorare o di avere alberi sacri, come gli Alberi del Paradiso con nastri e oggetti colorati, fiaccole, piccole campane, animaletti votivi, e la credenza che le luci, che li illuminavano, corrispondessero ad altrettante anime. Allo stesso modo venivano ornati anche i vari Alberi cosmici con simboli del Sole, della Luna, dei pianeti e delle stelle. In particolare l'abete era sacro a Odino, potente dio dei Germani.
Gli abitanti dell'estremo Nord dell'Europa, per esempio, dove il sole “spariva” per settimane nel pieno dell'inverno, nella settimana precedente e successiva al giorno con la notte più lunga, officiavano le solennità per auspicare il ritorno del sole e credevano che l'abete rosso fosse in grado di esprimere poteri magici, poiché non perdeva le foglie nemmeno nei geli dell'inverno: alberi di abete venivano tagliati e portati a casa, decorati con frutti, ricordando la fertilità che la primavera avrebbe ridato agli alberi. I Romani usavano decorare le loro case con rami di pino durante le Calende di gennaio.
Nel Medioevo i culti pagani vennero generalmente intesi come una prefigurazione della rivelazione cristiana. Oltre a significare la potenza offerta alla natura da Dio, l'albero divenne quindi simbolo di Cristo, inteso come linfa vitale, e della Chiesa, rappresentata come un giardino voluto da Dio sulla terra. Nella Bibbia il simbolo dell'albero è peraltro presente più volte e con più significati, a cominciare dall'Albero della vita posto al centro del paradiso terrestre (Genesi, 2.9) per arrivare all'albero della Croce, passando per l'Albero di Jesse. L'albero natalizio ha una valenza cosmica che lo collega alla rinascita della vita dopo l'inverno e al ritorno della fertilità della natura. L'albero cosmico o albero della vita è stato anche associato alla figura salvifica di Cristo e alla croce della Redenzione, fatta appunto di legno. Secondo una pia leggenda, il legno della croce sarebbe stato ricavato da un ramoscello dell'Albero della Vita del Paradiso Terrestre che l'arcangelo Michele avrebbe donato a Set per portare conforto al padre Adamo moribondo. L'abete, sin dall'epoca egizia è stato posto in relazione con la nascita del dio di Biblo, dai Greci fu consacrato ad Artemide, protettrice delle nascite e sempre dai Greci era ritenuto simbolo della rinascita rappresentata dal nuovo anno. Sarà poi venerato dai popoli dell'Asia settentrionale e, in particolare, dai Celti e dai Germani che lo associavano alla nascita del fanciullo divino e a sua volta alla festività del solstizio invernale. Per il Cristianesimo l'abete diventò simbolo di Cristo e della sua immortalità.

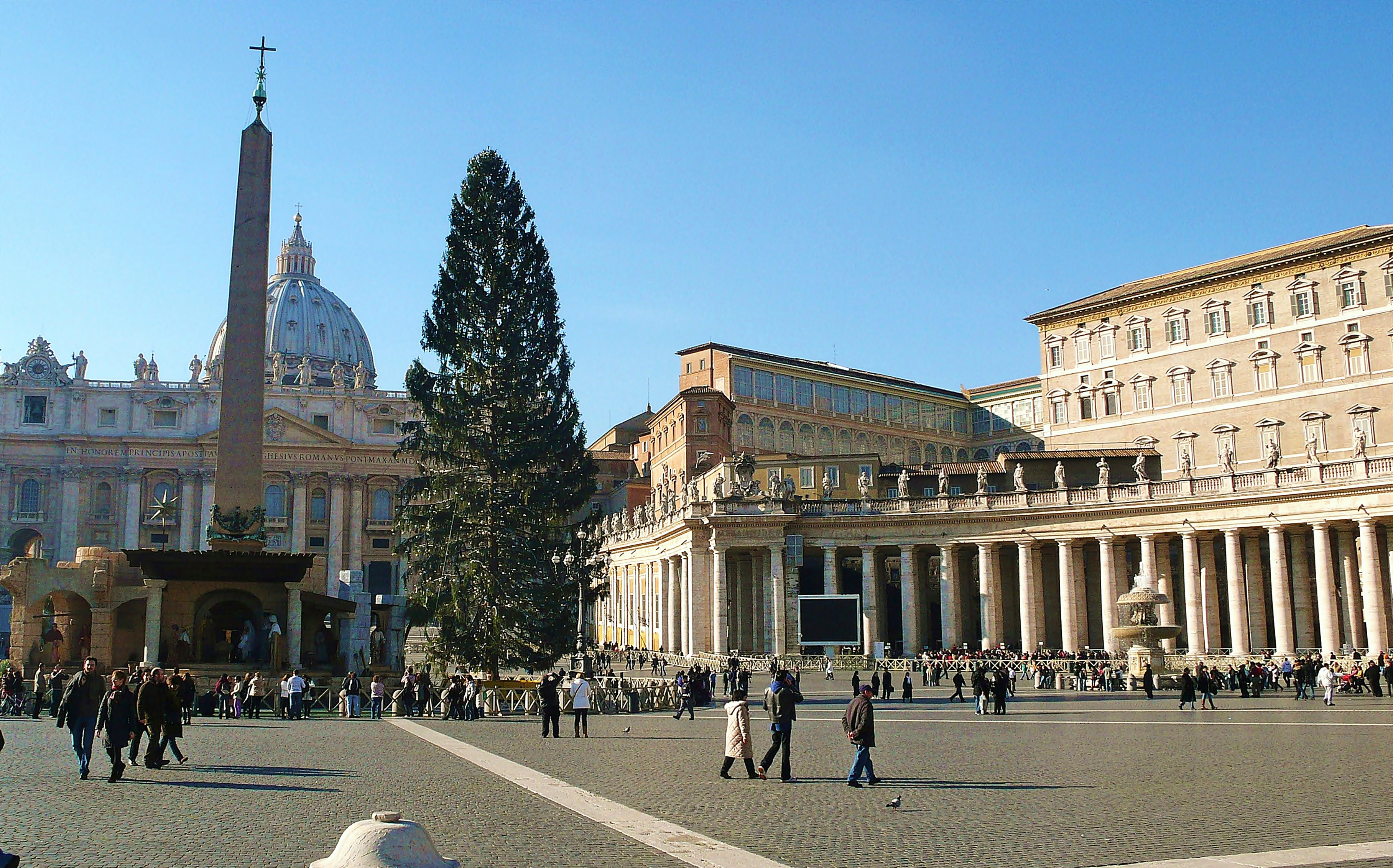
Il grande albero di Natale allestito in piazza San Pietro a Roma (2011)

La tradizione dell'albero di Natale, così come molte altre tradizioni natalizie correlate, è sentita in modo particolare nell'Europa di lingua tedesca (si veda per esempio l'usanza dei mercatini di Natale), sia cattolica che protestante, sebbene sia ormai universalmente accettata anche nel resto del mondo cattolico (che spesso lo affianca al tradizionale presepe). A riprova di questo, esiste anche la tradizione, introdotta durante il pontificato di Giovanni Paolo II, di allestire un grande albero di Natale nel luogo cuore del Cattolicesimo mondiale, piazza San Pietro a Roma. D'altronde un'interpretazione allegorica fornita dai cattolici spiega l'uso di addobbare l'albero come una celebrazione del legno (bois, in francese è sia inteso come "albero" sia come "legno") in ricordo della Croce che ha redento il mondo (Padre Thomas Le Gal); si noti la similitudine dell'albero con il pilastro cosmico chiamato Yggdrasill dalla mitologia nordica, fonte della vita, delle acque eterne, cui è vincolato il destino degli uomini: similitudini queste sincreticamente assorbite nel culto cristiano che celebra l'albero di Natale e la Croce stessa. La similitudine tra albero sacro e Croce fu usata anche dai missionari cristiani tra l'VIII e X secolo per convertire i popoli germanici dell'Europa centro-settentrionale.
Il teologo luterano Oscar Cullmann sostiene che l'albero di Natale accoglie, certamente, i miti dell'albero, simbolo del rinnovarsi della vita, delle antiche genti europee (e asiatiche, amerinde ecc.), ma direttamente esso trae la sua origine dagli alberi innalzati, e ornati di frutti e altri simboli cristiani, davanti alle cattedrali cristiane: durante queste cerimonie, quasi liturgiche, si mettevano in scena episodi biblici.
Alle origini dell'usanza si può però trovare anche un gioco religioso medioevale celebrato proprio in Germania il 24 dicembre, il "gioco di Adamo e di Eva" (Adam und Eva Spiele), in cui venivano riempite le piazze e le chiese di alberi di frutta e simboli dell'abbondanza per ricreare l'immagine del Paradiso. Successivamente gli alberi da frutto vennero sostituiti da abeti poiché questi ultimi avevano una profonda valenza "magica" per il popolo. Avevano specialmente il dono di essere sempreverdi, dono che secondo la tradizione gli venne dato proprio dallo stesso Gesù come ringraziamento per averlo protetto mentre era inseguito da nemici. Non a caso, sempre in Germania, l'abete era anche il posto in cui venivano posati i bambini portati dalla cicogna.

### Diffusione in Europa e nel mondo

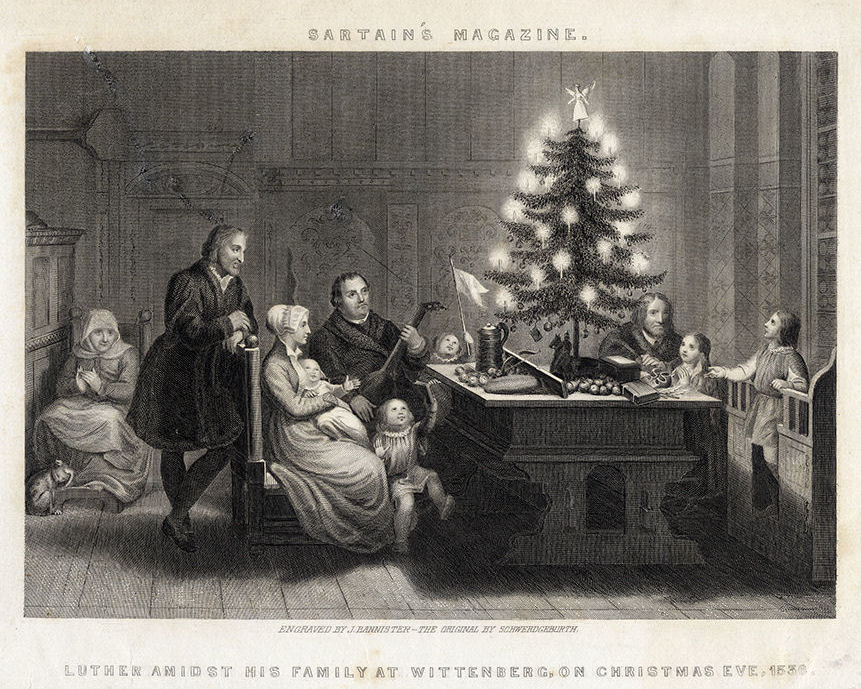
L’albero di Natale di Martin Lutero (1860), incisione di J. Bannister.

L'uso moderno dell'albero nelle celebrazioni pubbliche nasce, secondo lo storico amatoriale livone Friedrich Amelung, a Tallinn, in Estonia, nel 1441, quando fu eretto un grande abete nella piazza Raekoja, la piazza del Municipio, attorno al quale giovani scapoli, uomini e donne, ballavano insieme alla ricerca dell'anima gemella. Anche la città di Riga, in Lettonia, è fra quelle che si proclamano sedi del primo albero di Natale della storia (vi si trova una targa scritta in otto lingue, secondo cui il "primo albero di Capodanno" fu addobbato nella città nel 1510). Entrambe le rivendicazioni in realtà sono probabilmente errate e non si trattava con certezza di alberi.
Secondo altre fonti l'albero di Natale come è conosciuto sarebbe originario della regione di Basilea in Svizzera dove se ne trovano tracce risalenti al XIII secolo.
L'usanza, originariamente intesa come legata alla vita pubblica, entrò nelle case a partire dal XVI secolo. Ingeborg Weber-Kellermann, professoressa di etnologia a Marburgo, ha identificato, fra i primi riferimenti storici alla tradizione, una cronaca di Brema del 1570, secondo cui un albero veniva decorato con mele, noci, datteri e fiori di carta. La leggenda vuole che sia stata una trovata del fondatore del protestantesimo, Martin Lutero, rimasto incantato da un abete nel bosco la notte di Natale tanto da portarlo a casa propria dai suoi bambini come simbolo della nascita di Cristo, e agli inizi del XVIII secolo era già pratica comune in tutte le città della Renania. L'uso di candele per addobbare i rami dell'albero è attestato già in quel secolo e la leggenda ne attribuisce l'origine pure a Lutero, che con esse volle simboleggiare le stelle create da Dio.
Per molto tempo, la tradizione dell'albero di Natale rimase tipica delle regioni a nord del Reno, mentre era meno diffusa nelle regioni germaniche più a sud, dove i cattolici lo consideravano un uso protestante. Furono gli ufficiali prussiani, dopo il Congresso di Vienna, a contribuire alla sua diffusione negli anni successivi. A Vienna l'albero di Natale apparve nel 1816, per volere della principessa Henrietta von Nassau-Weilburg, ed in Francia nel 1840, introdotto da Elena di Meclemburgo-Schwerin duchessa d'Orléans. Nei primi anni del secolo, inoltre, in Svizzera e Germania si iniziò a produrre e a commerciare gli alberi di Natale, che divennero così parte del consumismo.

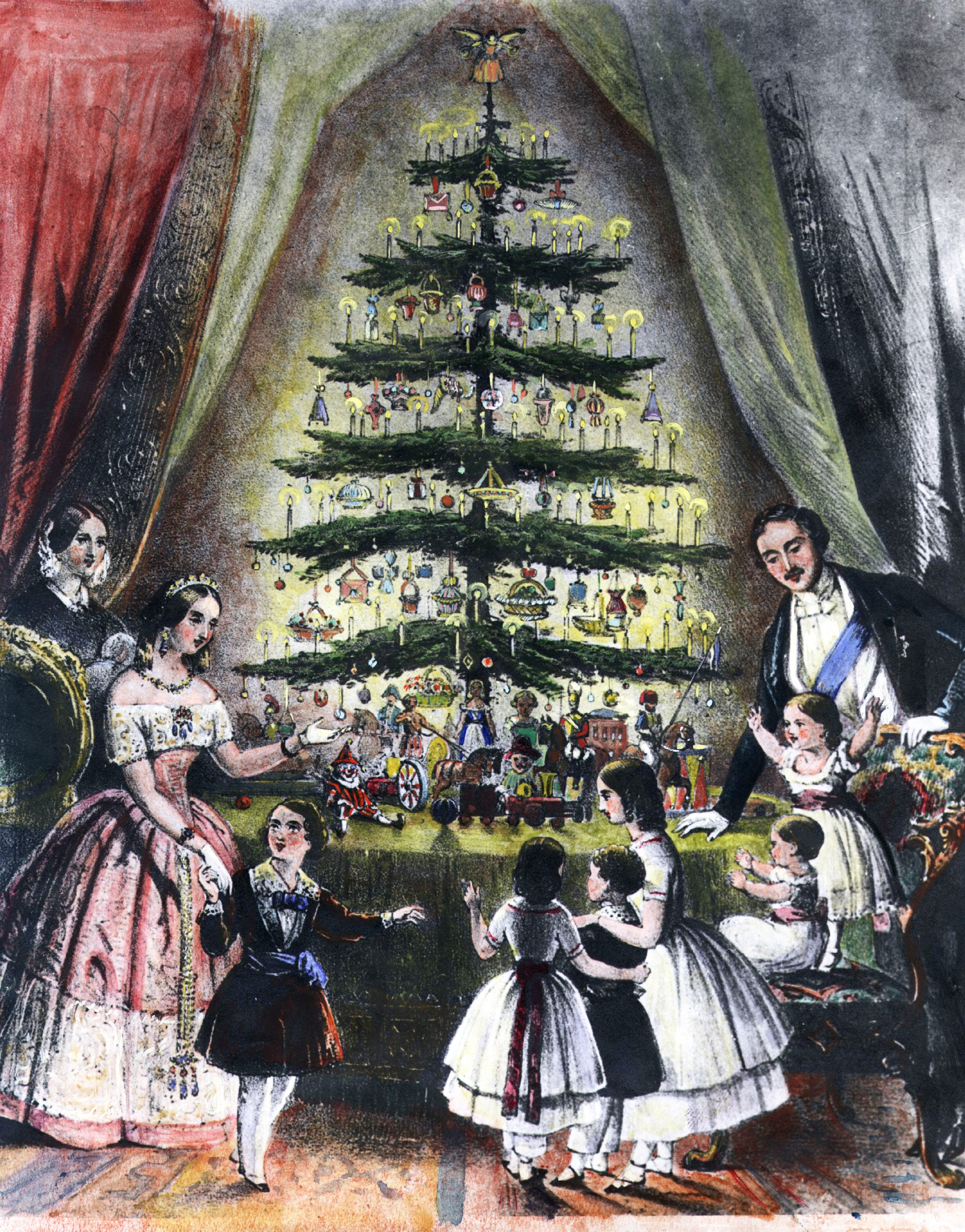
Illustrazione raffigurante la regina Vittoria, il principe Alberto e i loro bambini mentre ammirano il Reale Albero di Natale nel dicembre 1848.

Un contributo decisivo alla sua diffusione venne anche dalla Gran Bretagna: a metà del XIX secolo, infatti, il principe Alberto di Sassonia-Coburgo-Gotha, marito della regina Vittoria, date le sue origini germaniche volle introdurre nelle proprie residenze l'uso a lui familiare dell'albero di Natale; la novità si estese presto come una moda in tutto il Regno Unito, e da lì a tutto il mondo anglosassone.
Il primo albero di Natale elettricamente illuminato fu creato da Edward H. Johnson, un socio dell'inventore Thomas Edison. Mostrò con orgoglio il suo albero di Natale, che era cablato a mano con 80 lampadine a incandescenza elettriche rosse, bianche e blu, da una misura simila a noce, il 22 dicembre 1882 nella sua casa sulla Fifth Avenue a New York City. Nel 1895, il presidente degli Stati Uniti Grover Cleveland sponsorizzò con orgoglio alla Casa Bianca il primo albero di Natale illuminato elettricamente con centinaia di lampadine elettriche multicolori.
In Italia la prima ad addobbare un albero di Natale fu la regina Margherita nella seconda metà dell'Ottocento al Quirinale, e da lei la moda si diffuse velocemente in tutto il Paese: non a caso l'albero di Natale è una delle poche tradizioni straniere ad essere arrivate in Italia prima della sua diffusione, di tipo più consumistico, del secondo dopoguerra.
Nei primi anni del Novecento gli alberi di Natale hanno conosciuto un momento di grande diffusione, diventando gradualmente quasi immancabili nelle case dei cittadini sia europei che nordamericani, e venendo a rappresentare il simbolo del Natale probabilmente più comune a livello planetario. Nel dopoguerra il fenomeno ha acquisito una dimensione commerciale e consumistica senza precedenti, che ha fatto dell'albero di Natale un potenziale status symbol e ha dato luogo, insieme alle tradizioni correlate, alla nascita di una vera e propria industria dell'addobbo natalizio.

## Tipi di alberi usati

### Alberi naturali
In genere per l'albero di Natale in Italia si usa un peccio (Picea abies) detto anche abete rosso; mentre nell'Europa Centrale e nei Paesi nordici è comune oltre la "Picea abies", l'uso di abeti (Abies alba o Abies nordmanniana); più raramente si usano pini o altre conifere sempreverdi, ma possono essere usati anche altri tipi di albero, come per esempio Magnolia grandiflora.

### Alberi artificiali
Oltre ai pini e abeti veri, si utilizzano, in particolar modo nel mondo occidentale, degli alberi di Natale artificiali, di dimensioni e materiali diversi, realistici o meno e che vengono prodotti industrialmente, di design o artigianali. I primi alberi di Natale fittizi venivano realizzati in Germania durante il diciannovesimo secolo per ovviare al problema della deforestazione, ed erano rivestiti di piume d'oca colorate di verde. Gli alberi di piume continuarono a essere prodotti durante i primi anni del secolo seguente e si diffusero negli USA grazie agli immigrati tedeschi. Sempre negli Stati Uniti, durante l'età dello spazio, hanno avuto un certo successo quelli in alluminio, i primi alberi di Natale artificiali non verdi ad avere successo commerciale su vasta scala. Oltre a garantire la salvezza di molte conifere che verrebbero usate come alberi di Natale, le piante artificiali risultano pratiche ed economiche e rappresentano l'unica soluzione per coloro che soffrono di allergia alle conifere.

### Il Chichilaki
Il Chichilaki è un particolare tipo di albero di Natale, prodotto in Georgia sfogliando rami di nocciolo o di noce, ottenendo così un ramo con delle fronde arricciate molto leggere, a cui vengono attaccati frutti secchi.

## Ornamenti

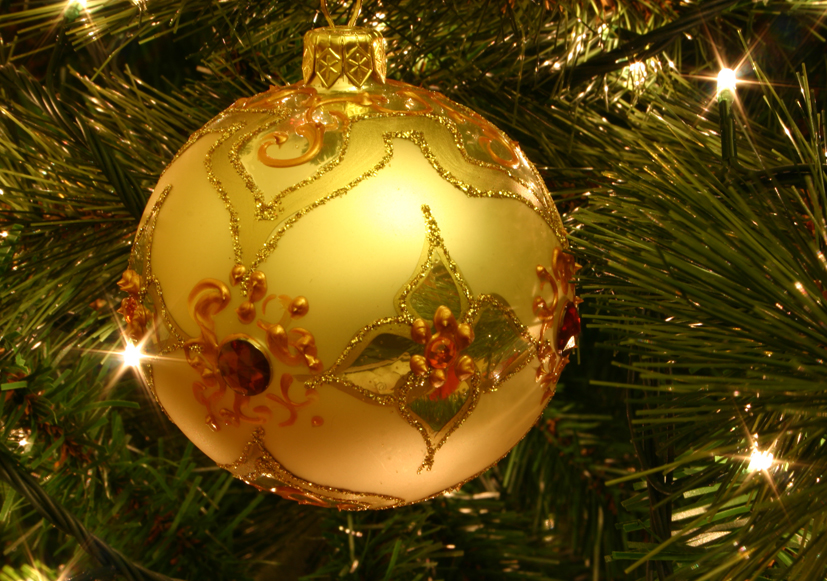
Decorazione a forma di sfera (pallina) in un albero di natale.

Fra gli ornamenti più diffusi con cui addobbare gli alberi di Natale si possono citare le caratteristiche palline (quelle più diffuse sono sferiche, poi ne esistono innumerevoli varianti, per esempio coniche, a forma di campanella, di pigna e così via), realizzate in vetro soffiato o altri materiali generalmente ricoperti da una vernice colorata e riflettente o spruzzate d'argento, oro, o bianco. Spesso si usano anche fiocchi colorati di tessuto; sono molto diffusi i festoni e i fili perlati. File di miniluci elettriche hanno progressivamente sostituito nel Novecento l'uso di candele posizionate sui rami; sono di solito colorate o intermittenti, e tendono a ricordare luci fatate (specialmente se la loro luce è riflessa è diffusa dai festoni o dalle altre decorazioni, o dai rami stessi dell'albero). Fra i gadget in commercio già da diversi anni, si stanno diffondendo le file di luci elettriche musicali, che riproducono, talvolta in sincronia con l'intermittenza, tradizionali musiche natalizie come Jingle Bells , White Christmas o All I Want for Christmas Is You di Mariah Carey. La cima dell'albero è in genere arricchita da un puntale, in genere simile alle palle per colore, materiale e tipo di decorazioni, molto spesso a forma di stella, con riferimento alla stella cometa. Alcuni spruzzano sui rami dell'albero diversi generi di neve artificiale. Si usano inoltre altre decorazioni di vario tipo (pupazzi di Babbo Natale, stelle ecc.) da appendere sui rami.
Fra le decorazioni meno comuni ma dotate di una certa tradizione, si possono ricordare la frutta secca; certi tipi di frutta colorata come le arance; i biscotti allo zenzero; le decorazioni in pasta di sale o marzapane; piccoli personaggi (Babbo Natale, angeli, renne e così via), o giocattoli. Talvolta non vi è alcun limite alla creatività di chi addobba l'albero, che può quindi essere, pur nella tradizione, estremamente "personale". Non è inconsueto, per esempio, che oggetti dotati di un forte valore emotivo (per esempio donati da persone care) vengano collocati in particolari "posizioni d'onore" sull'albero, a prescindere da considerazioni strettamente estetiche.
Fra i colori più tradizionali delle decorazioni natalizie si devono probabilmente citare il rosso, l'oro, il verde e l'argento, ma tutti i colori sono ammessi e utilizzati.

### Il puntale
Il puntale (in inglese tree-topper) è quell'elemento decorativo che viene posto sulla punta dell'albero natalizio.
Nonostante esistano tantissimi tipi di puntale diversi per forma, genere e colore, il puntale tradizionale è quello composto da un angelo, che vuole rappresentare l'angelo Gabriele durante la sua visita alla casa della Vergine Maria per annunciare il prossimo concepimento. È certo che questo genere di puntale fu molto comune durante il periodo Vittoriano, ed in particolar modo nel Regno Unito. La Rivista Illustrata delle Notizie di Londra pubblicò una fotografia della Regina Vittoria, del Principe Alberto e della loro famiglia attorno ad un albero natalizio coronato da un puntale a forma di angelo. La notevole influenza della Regina, anche in ambito modaiolo e culturale, fece sì che l'angioletto divenisse il puntale più comune nelle case dei cittadini inglesi.
Successivamente si sono anche iniziati a utilizzare dei puntali a forma di stella, che vogliono rappresentare la Stella Cometa che i Re Magi seguirono per raggiungere la grotta della Natività.

### Le luci dell'albero natalizio

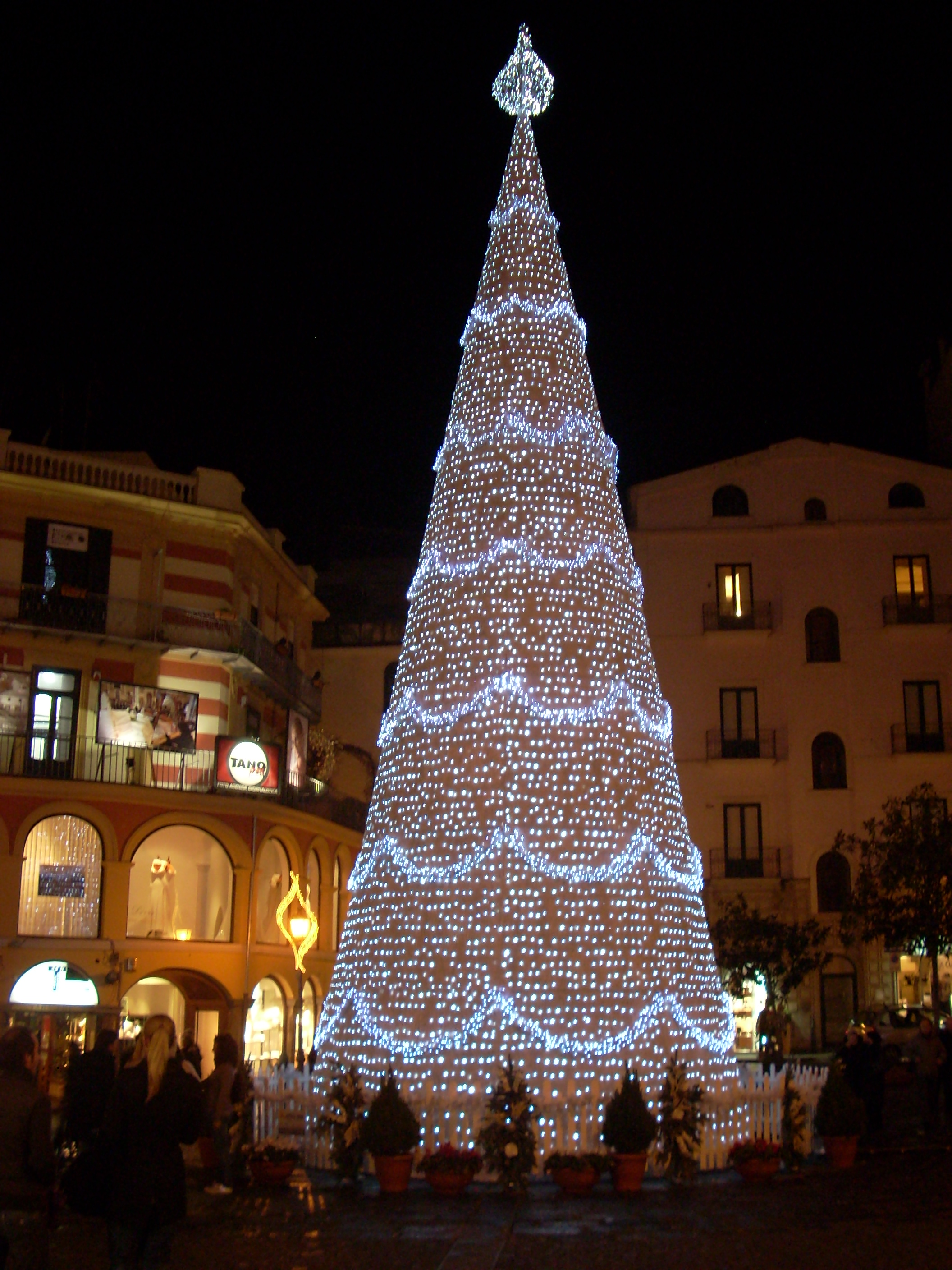
Piazza Portanova, centro storico di Salerno, Natale 2008

Oltre alle palle colorate e agli addobbi, una peculiarità dell'albero natalizio sono le luci elettriche, che vengono poste tutto attorno all'albero al fine di creare un gradevole effetto di luci colorate.
La tradizione di utilizzare lucine elettriche è figlia di una più antica tradizione tedesca; quella di addobbare il proprio albero natalizio con delle candele, la cui luce era metafora di "Cristo come luce del mondo".
La diffusione delle luci alimentate ad elettricità è tuttavia stato un percorso lungo. Comunemente, lo statunitense Edward H. Johnson è considerato il padre dell'albero natalizio come lo conosciamo. Quest'ultimo, socio del famoso inventore Thomas Edison, utilizzò per la prima volta delle luci elettriche per addobbare l'albero della propria abitazione nel 1885. La notizia è giunta sino ai giorni nostri grazie ad un articolo che, per l'occasione, fu pubblicato su un quotidiano di Detroit.
Appena dieci anni dopo, nel 1895, anche la Casa Bianca si dotò del proprio albero natalizio addobbato con luci elettriche.
La prima azienda a produrre stringhe luminose per i cittadini fu invece la General Electric Co. di Harrison, nel New Jersey. Tuttavia, a causa degli allora alti costi di produzione dell'energia elettrica, la quasi totalità dei cittadini continuò a preferire le classiche candele di cera per addobbare i propri alberi casalinghi, e solo a partire dal 1940 si assiste a una graduale sostituzione delle candele con luci elettriche.

### La produzione di massa delle decorazioni natalizie
Gli Stati Uniti d'America sono stati il primo paese al mondo a "massificare" la produzione e la vendita di ornamenti per gli alberi natalizi.
Tra i primi produttori in assoluto vi fu William DeMuth, di New York, che nel 1870 iniziò a produrre in serie delle palline sferiche in vetro a tema natalizio. Da quel momento e sino a circa il 1910, decine di piccole attività sorsero in giro per gli Stati Uniti, sino a quando il colosso dei supermercati americani Woolworth's decise di immettere nel proprio listino le decorazioni natalizie, divenendo così il primo rivenditore a livello nazionale.
Il primato di Woolworth's resiste ancora nel ventunesimo secolo, con un giro di affari annuale di circa 25 milioni di dollari e un potenziale di vendita di circa 200.000 pezzi per singolo articolo presente in listino.

## La coltivazione dell'albero di Natale
Coltivare pini, abeti rossi ed abeti sempreverdi da vendere durante le festività natalizie è un'attività lavorativa ben radicata nei paesi anglofoni, in particolar modo negli Stati Uniti d'America e in Canada.
La prima azienda specializzata nella coltivazione di alberi natalizi nacque nel 1901 negli Stati Uniti, più precisamente nello Stato del New Jersey. Tuttavia sino a circa il 1940 la quasi totalità dei cittadini americani continuò, durante le festività, a tagliare i propri alberi dalle foreste. Questo poiché, nell'immaginario collettivo di allora, gli alberi coltivati dalle aziende private erano percepiti come alberi di medio-bassa qualità. Tale visione è poi gradualmente cambiata con il procedere del XX secolo, soprattutto grazie alle innovazioni colturali e tecnologiche avvenute nel settore agricolo.
A partire dal 1950 si è poi assistito a un costante aumento delle aziende attive in questo settore, sospinte soprattutto da una sempre maggiore domanda, anche a seguito della crescente urbanizzazione della popolazione statunitense.
Sino all'inizio degli anni '80 il mercato degli alberi natalizi vide una continua espansione, per poi iniziare lentamente a contrarsi sul finire dello stesso decennio. Ciononostante, circa il 98% degli alberi natalizi vivi venduti in giro per il mondo provengono da aziende di coltivazione specializzate.

### Impatti culturali della coltivazione

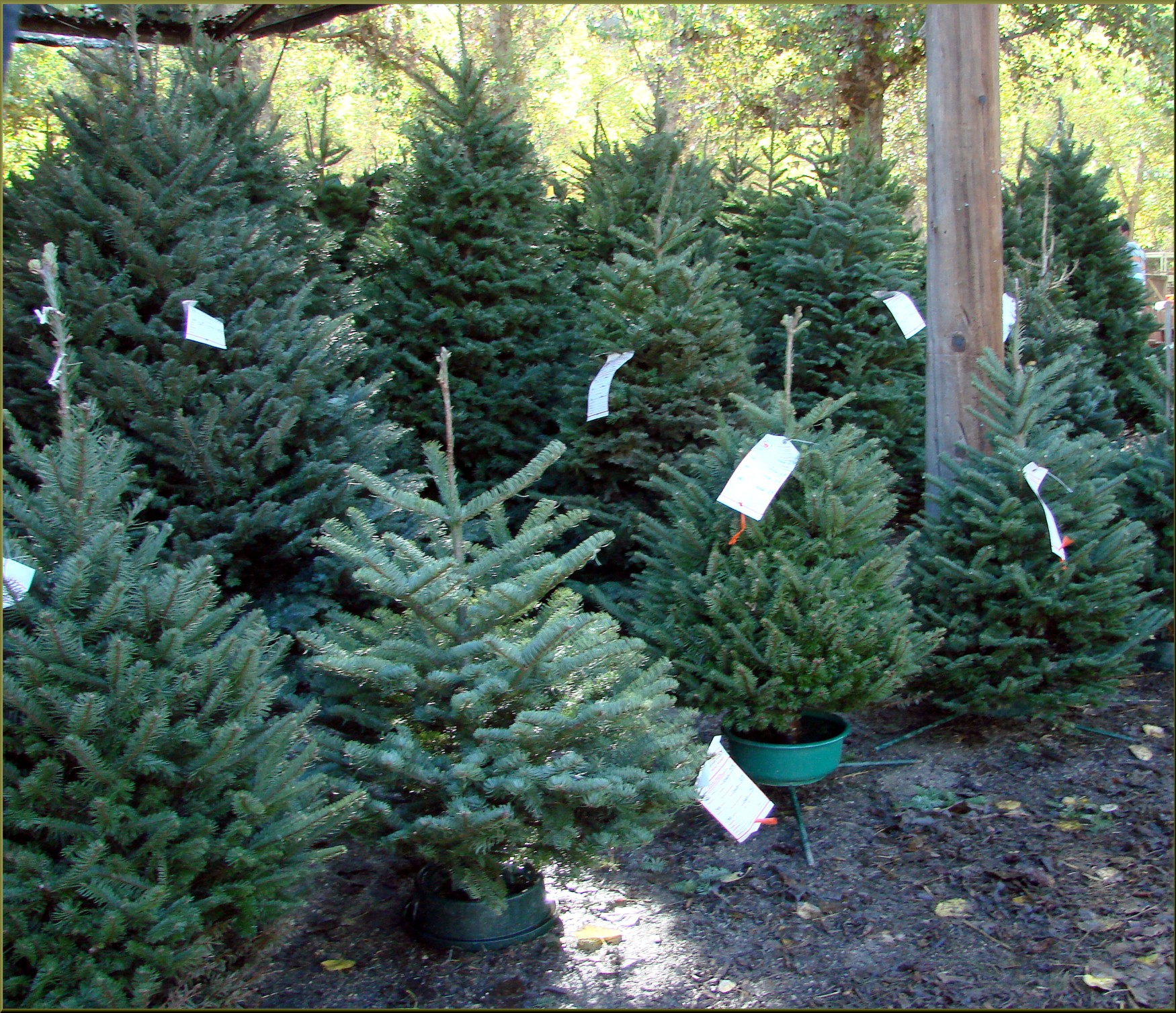
Alberi natalizi in vendita provenienti da una coltivazione specializzata

Con il passare dei decenni visitare queste aziende nel periodo pre natalizio è divenuta una vera e propria tradizione americana, con le stesse aziende che hanno favorito ed incoraggiato il più possibile questa tendenza.
Per esempio nello Stato del Minnesota, è una vera tradizione familiare quella di scattarsi delle fotografie sotto gli alberi natalizi, appena prima di essere acquistati. Le famiglie possono inoltre "prenotare" degli alberi per gli anni a venire, che saranno tagliati solo quando l'acquirente sarà soddisfatto della grandezza dell'albero.
Esistono poi aziende che, servendo intere famiglie per generazioni, sono divenute dei veri e propri punti di riferimento per le festività di molti cittadini.
Tra le molte opportunità offerte da queste aziende, vi è anche quella di poter tagliare da sé l'albero natalizio prescelto. Ma non solo: durante il periodo natalizio, all'interno di queste coltivazione, non è inusuale trovare la casa di Babbo Natale, dove oltre alle fotografie e alle letterine portate dai bambini viene anche offerto ai visitatori del sidro di mele o della cioccolata calda. In alcune delle aziende più grandi si organizzano anche delle corse su slitte trainate da cani o cavalli.
Le imprese coltivatrici si sono quindi aperte al pubblico, ed hanno affiancato alla propria attività commerciale una sfera del tutto emozionale, maggiormente accattivante per le famiglie che intendono raggiungere con i propri prodotti.
Contrariamente a quanto si possa credere, negli Stati Uniti ci sono delle associazioni che sostengono l'utilizzo di alberi natalizi vivi, rispetto a quelli artificiali. Per esempio la National Christmas Tree Association (NCTA) ha dichiarato che ogni ettaro di alberi natalizi in coltivazione produce giornalmente una quantità di ossigeno bastevole per circa 39 persone, e che la produzione americana (circa 200.000 ettari) produce ossigeno giornaliero per circa 9 milioni di cittadini.

## Alberi natalizi famosi

### Stati Uniti

#### L'albero del Centro Commerciale di Anthem
La cittadina di Anthem, in Arizona, è famosa per ospitare annualmente all'interno del proprio centro commerciale l'albero natalizio vivo più alto degli Stati Uniti d'America. Nel 2015 l'albero aveva la considerevole altezza di 35 metri.

#### L'albero della città di Boston

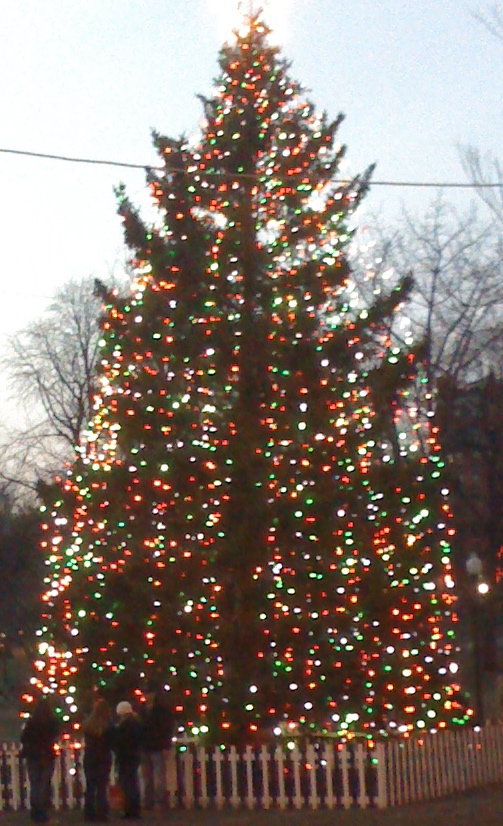
L'albero natalizio di Boston nel 2010

La città di Boston ospita e addobba il proprio albero natalizio dal lontano 1941, e dal 1971 è donato annualmente all'amministrazione comunale da dei ricchi cittadini residenti nella Nuova Scozia, in Canada. La scelta dell'albero da donare è un procedimento complesso che prevede addirittura la formazione temporanea di un team di specialisti, i quali nei mesi antecedenti il Natale hanno il compito di stilare una lista di papabili alberi da destinare al taglio. L'attività di censimento e compilazione inizia generalmente nei mesi di giugno e luglio. A tal fine il Dipartimento delle Risorse Naturali della Nuova Scozia ha stilato un vademecum per selezionare al meglio l'albero da tagliare. Per esempio l'albero non deve superare l'altezza di 16 metri e non deve provenire da un'azienda di coltivazione privata, ma deve essere tagliato nella foresta.
Il giorno del taglio dell'albero si svolge una vera e propria cerimonia che vede la presenza di decine di scolaresche locali, del console degli Stati Uniti in Nuova Scozia e della Polizia Montana Canadese.
Dopo il taglio l'albero viaggia per circa 1200 km prima di giungere a Boston. Parte del viaggio è fatto su un apposito camion, la restante parte avviene invece a bordo di un traghetto.
Non appena entrato a Boston l'albero viene simbolicamente "scortato" dalla Polizia cittadina, durante una piccola parata per le vie cittadine a cui assistono numerose scolaresche.
Alla fine l'albero giunge nel suo luogo definitivo, ovvero nel parco pubblico Boston Common. L'evento della deposizione dell'albero attira annualmente circa 20 000 visitatori, a cui si aggiungono le circa 200 000 persone che assistono all'evento grazie alla diretta televisiva.
La decorazione dell'albero richiede poi l'impiego di molti uomini e centinaia di ore di lavoro. Per fare un esempio, nel 1998 furono necessari 7 km di cavi elettrici per illuminare l'intera superficie dell'albero, e nel 2006 furono utilizzati circa 8.000 bulbi luminosi.

#### L'albero della città di Chicago
Il primo albero natalizio addobbato dalla municipalità di Chicago risale al 1917, anno in cui fu posto nel Grant Park. Era alto 11 metri.
Da quell'anno e fino ai giorni nostri a Chicago viene annualmente decorato un grande albero natalizio.
Particolarità dell'albero di Chicago era quello di essere composto da più alberi messi insieme. A titolo di esempio nel 2008 l'albero fu realizzato con 113 alberi ed era alto 26 metri circa. Il 2008 fu tuttavia l'ultimo anno in cui si assistette a questa bizzarra tradizione, in quanto dal 2009 il Municipio di Chicago decise di utilizzare un singolo albero, al fine di risparmiare sugli alti costi di installazione ed addobbo registrati negli anni precedenti (circa 300.000$).

#### L'albero della città di Los Angeles
L'albero che annualmente viene addobbato a Los Angeles (California), chiamato Grove Christmas Tree, è un albero vivo di circa 30 metri di altezza che sul finire di novembre viene posizionato all'interno del centro commerciale The Grove.
La sua presenza a Los Angeles si attesta solo dal 2002, anno in cui il magnate Rick J. Caruso acquista il grande lotto terriero in cui poi sorgerà il centro commerciale The Grove. Tuttavia, la spettacolarità delle sue luci ha fatto sì che questo albero rivaleggi per bellezza con lo storico albero natalizio del Rockefeller Center di Manhattan a New York. Tradizionalmente, l'albero del The Grove proviene dalle foreste presente nel Nord della California.
Ogni anno l'albero viene inaugurato con l'accensione delle luci, durante una solenne celebrazione accompagnata da un grande spettacolo. Negli anni, all'interno del centro commerciale The Grove, hanno offerto la loro performance attori del cinema e cantanti internazionali, tra cui i The Backstreet Boys.

#### L'albero della città di Milwaukee
L'albero della città di Milwaukee è tradizionalmente posto di fronte al palazzo comunale. La tradizione è iniziata nel 1913 e continua ancora nel ventunesimo secolo.
Come in molte altre città americane, non è insolito che l'albero venga annualmente donato da dei privati cittadini.
Gli stessi cittadini di Milwaukee, inoltre, hanno richiesto la formazione di un team di specialisti addetti all'individuazione dell'albero natalizio per la città. Questi ultimi, devono obbligatoriamente scegliere un albero dello Stato del Colorado, che abbia un'altezza compresa tra i 10 e i 15 metri e la cui cima sia facilmente raggiungibile con una gru.
Tradizione vuole che l'albero venga accesso durante una cerimonia alle ore 17:15 in punto.

#### L'albero della città di Washington
Ogni anno, nelle immediate vicinanze della Casa Bianca a Washington, si addobba un grande albero conosciuto con il nome di National Christmas Tree. L'albero è addobbato in occasione delle festività natalizie sin dal 1923.
Ogni Presidente degli Stati Uniti, a partire da Franklin D. Roosevelt, ha tenuto un discorso durante la cerimonia di accensione delle luci dell'albero natalizio.

#### L'albero del Rockefeller Center a New York
L'albero di Rockefeller Center può essere inteso come il simbolo principe del Natale newyorkese.
Ogni anno l'albero viene trasportato ed eretto a Manhattan verso la metà di Novembre. L'accensione delle luci si svolge durante una sontuosa cerimonia pubblica, e dal 1997 l'evento è onorato della diretta TV negli Stati Uniti. Tradizionalmente il tasto di accensione delle luci viene pigiato dal Sindaco di New York, accompagnato per l'occasione da ospiti di fama internazionale. Si stima che ogni anni circa 125 milioni di persone visitino l'albero di Rockefeller Center.
Tradizionalmente il grande pino utilizzato proviene dalle foreste norvegesi ed ha un'altezza compresa tra i 21 ed 30 metri.

### Europa

#### L’albero di Natale di Piazza San Pietro
La tradizione dell’albero di Natale in piazza San Pietro è stata avviata nel 1982 per volere di Giovanni Paolo II, che quell’anno aveva ricevuto in dono un abete da un contadino polacco portato dall’uomo fino a Roma.
Da allora è tradizione che ogni anno ogni regione europea porti in dono un gigantesco abete proveniente dai propri boschi per essere poi issato al centro della piazza, accanto al presepe anch’esso offerto ogni anno da una diversa località del mondo.
In riferimento a questa usanza, oggi acquisita anche da alcune famiglie cristiane, di addobbare un albero nel periodo natalizio, la congregazione per il culto scrive: "A prescindere dalle sue origini storiche, l'albero di Natale è oggi un simbolo fortemente evocativo, assai diffuso negli ambienti cristiani; evoca sia l’albero della vita piantato al centro dell'Eden (cf. Gn 2, 9), sia l’albero della croce, e assume quindi un significato cristologico. Sotto l'albero si possono aggiungere dei "doni"; tuttavia, tra i doni posti non dovrà mancare quello per i poveri: essi fanno parte di ogni famiglia cristiana".
In piazza San Pietro l'albero e il presepe vengono solitamente inaugurati la sera del 7 dicembre, vigilia della festa dell’Immacolata Concezione, e spenti il giorno della solennità del battesimo del Signore, la domenica successiva alla festa dell’Epifania, che secondo il calendario liturgico conclude il tempo di Natale.

#### L'albero della città di Londra

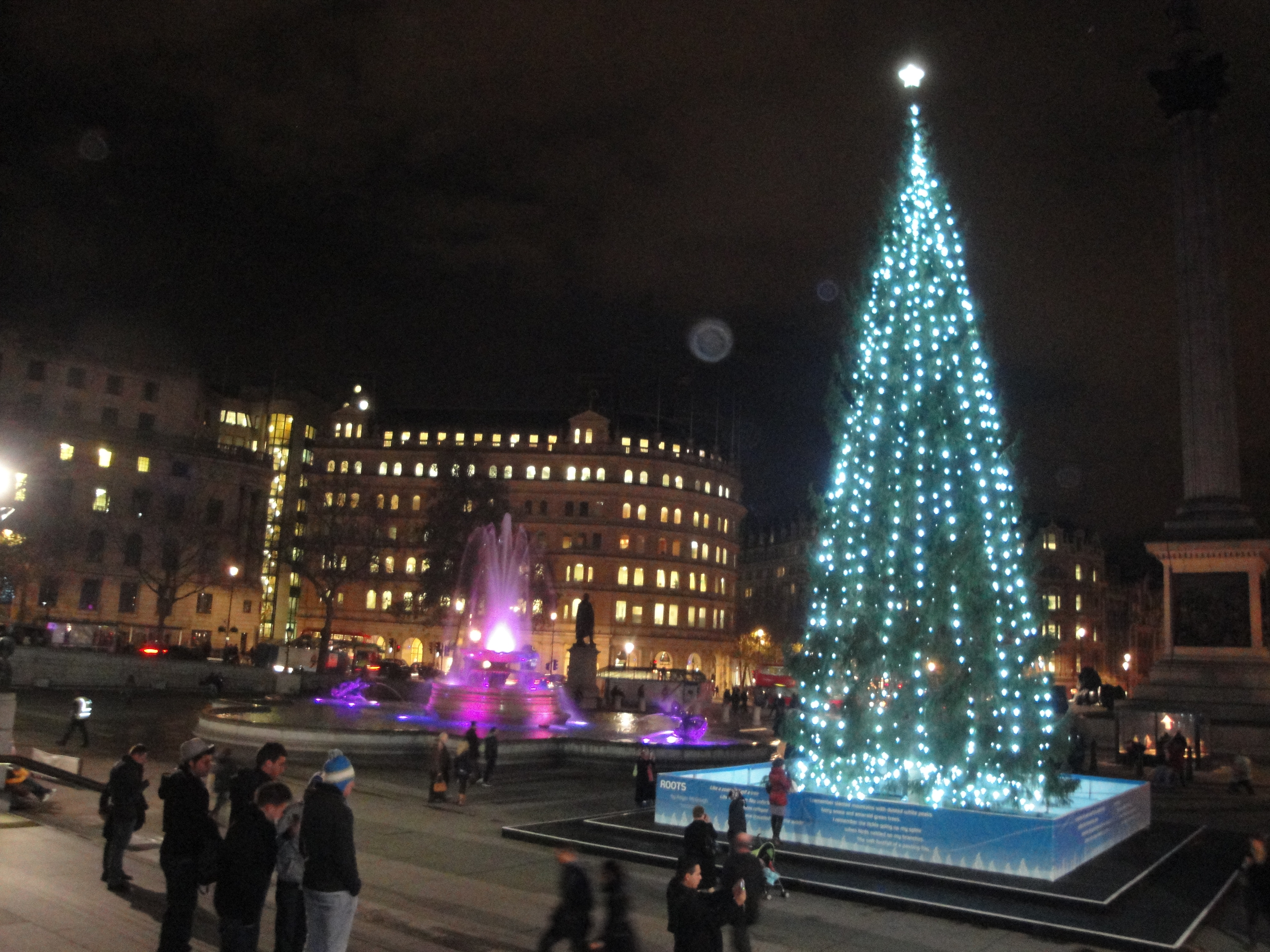
L'albero di Trafalgar Square nel 2011

Nella capitale del Regno Unito l'albero natalizio è tradizionalmente posizionato a Trafalgar Square. Sin dal 1947 l'albero è donato ai cittadini britannici dagli abitanti di Oslo, in Norvegia, come ringraziamento per l'aiuto ricevuto durante la seconda guerra mondiale.
Dal giorno in cui viene eretto l'albero Trafalgar Square diviene per circa un mese il punto centrale di tutte le attività natalizie della capitale britannica.
L'albero utilizzato è tradizionalmente un pino norvegese con un'età di circa 60 anni e un'altezza minima di 20 metri. Il pino è tagliato sul finire di novembre durante una cerimonia pubblica a cui partecipa anche l'ambasciatore britannico in Norvegia. L'albero raggiunge poi il Regno Unito a bordo di un battello. Una volta giunto nella capitale, l'albero è addobbato con ornamenti in stile norvegese, a cui si aggiungono 500 luci di colore bianco.
Alla base dell'albero è poi posta una lastra, che recita le seguenti parole: "Questo albero è stato donato dalla città di Oslo, come gesto di gratitudine Norvegese nei confronti della gente di Londra, per l'assistenza ricevuta negli anni 1940-1945. Un albero è donato ogni anno dal 1947".
L'albero è infine acceso durante una cerimonia pubblica il primo giovedì di Dicembre, a cui assistono centinaia di persone.

#### L'albero della città di Bruxelles
L'albero è tradizionalmente posto nella Grand Place della città, è alto all'incirca 20 metri e proviene dalle foreste delle Ardenne. Dall'anno 2000, la piazza ospita anche i mercatini di Natale della capitale belga.

#### L'Albero di Natale di Gubbio
L'Albero di Natale di Gubbio è il più grande del mondo e viene realizzato sul Monte Ingino, dominante la cittadina umbra. Non si tratta di un vero albero, bensì del disegno colossale di un albero di Natale realizzato con centinaia di sorgenti luminose, che lo rendono visibile in lontananza da Gubbio.

## Galleria d'immagini

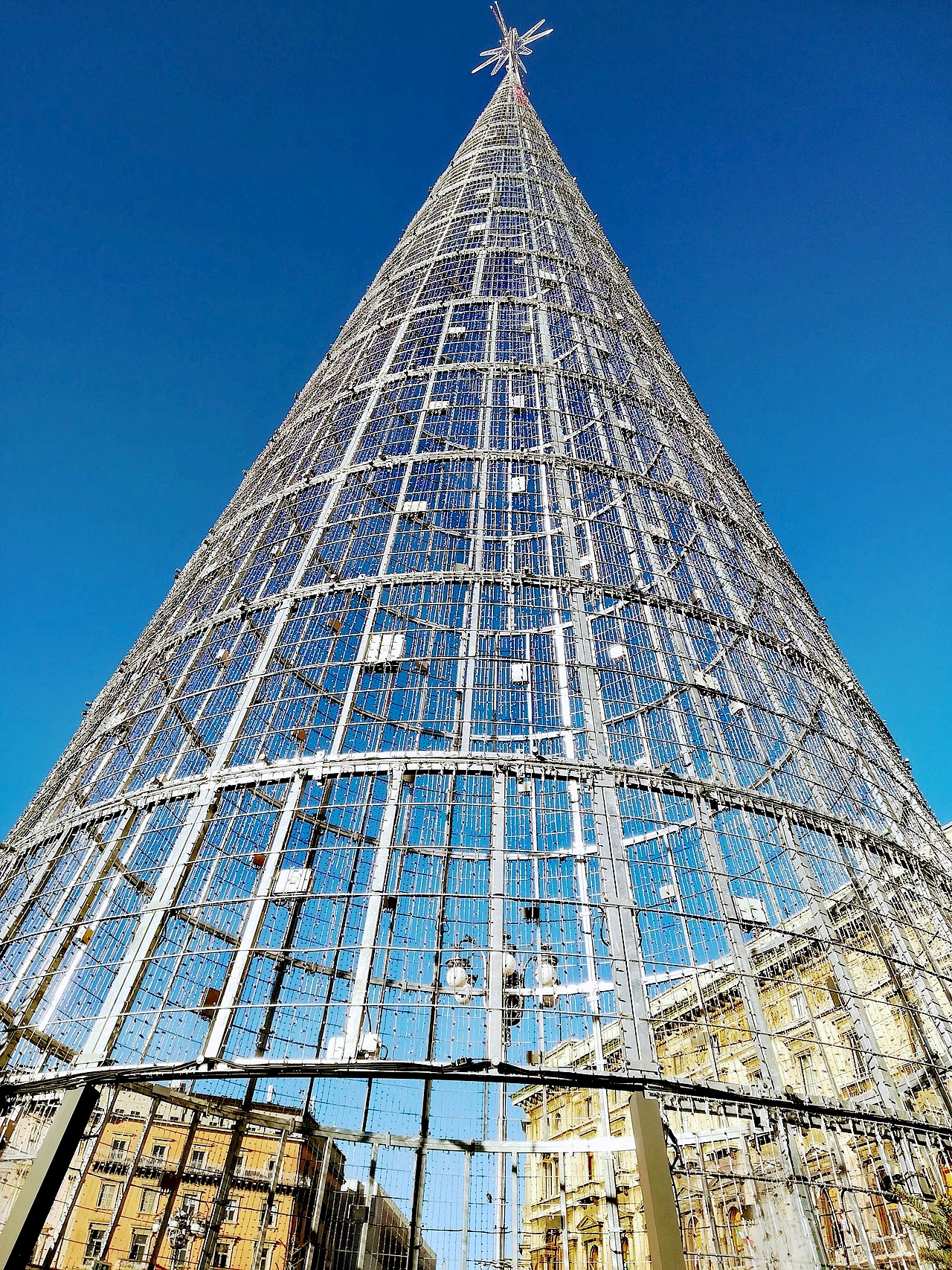
Albero di Natale in piazza Duomo a Milano nel 2019
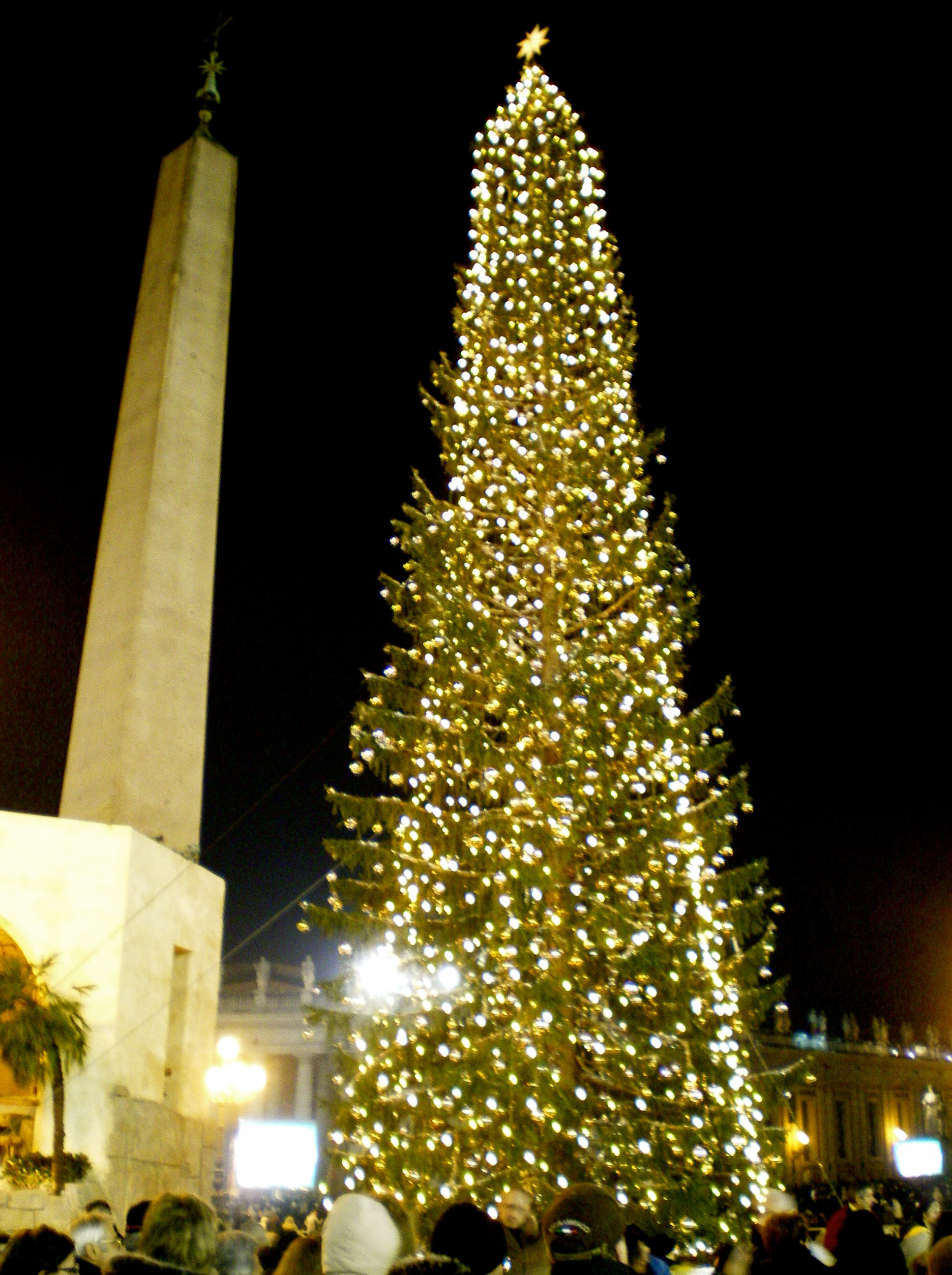
Albero di Natale in piazza San Pietro in Vaticano nel 2007
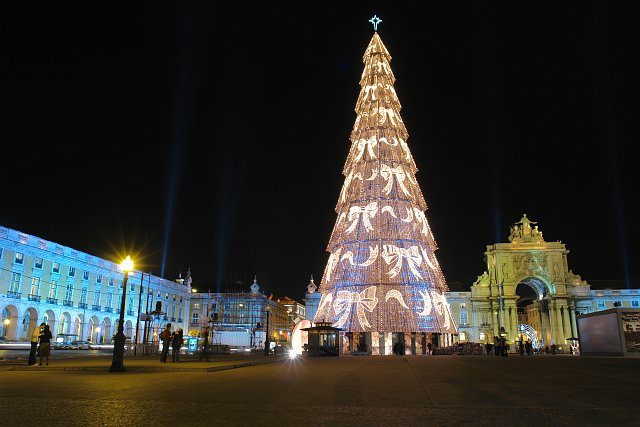
Albero di Natale a Lisbona nel 2005
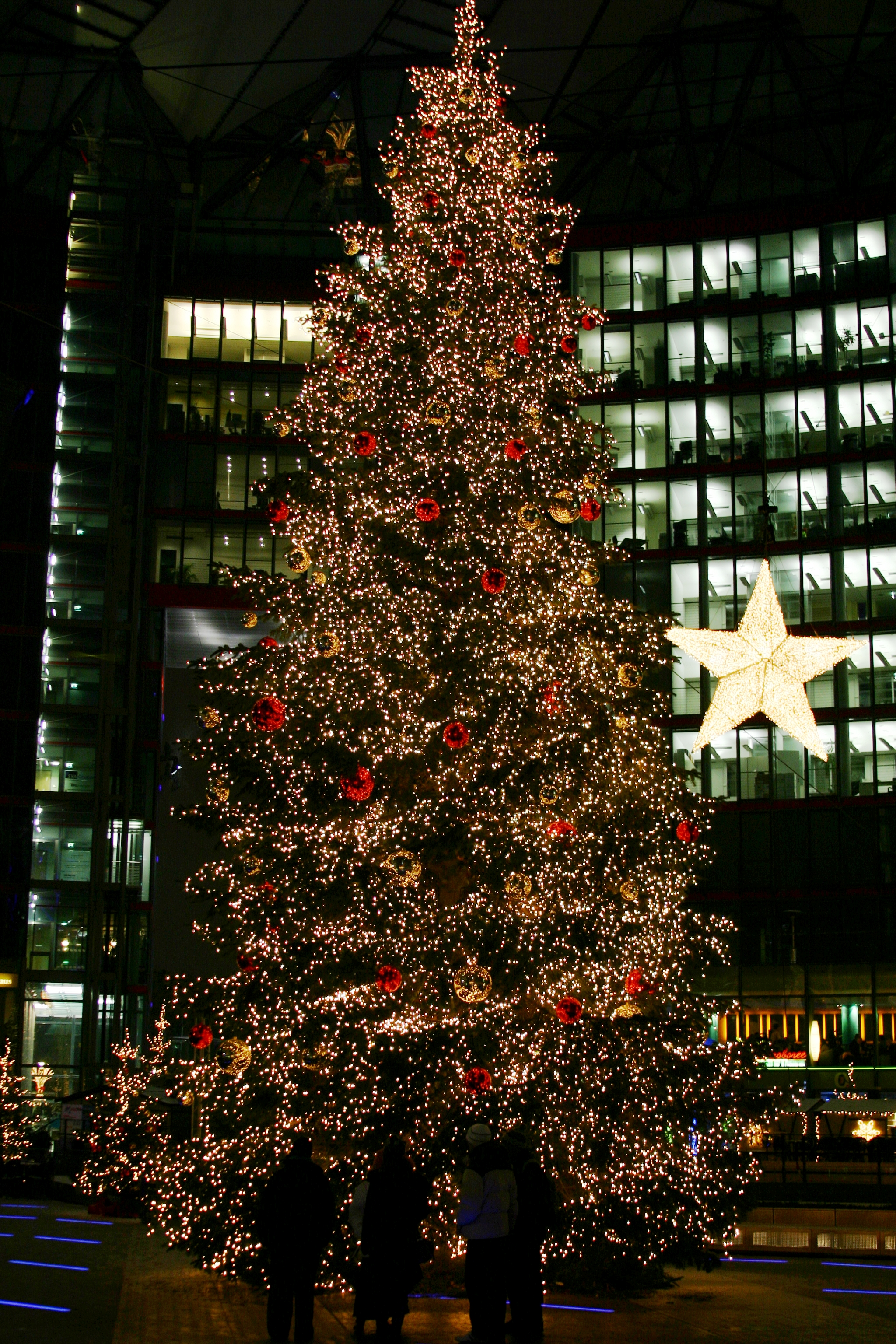
Albero di Natale in Potsdamer Platz a Berlino nel 2005
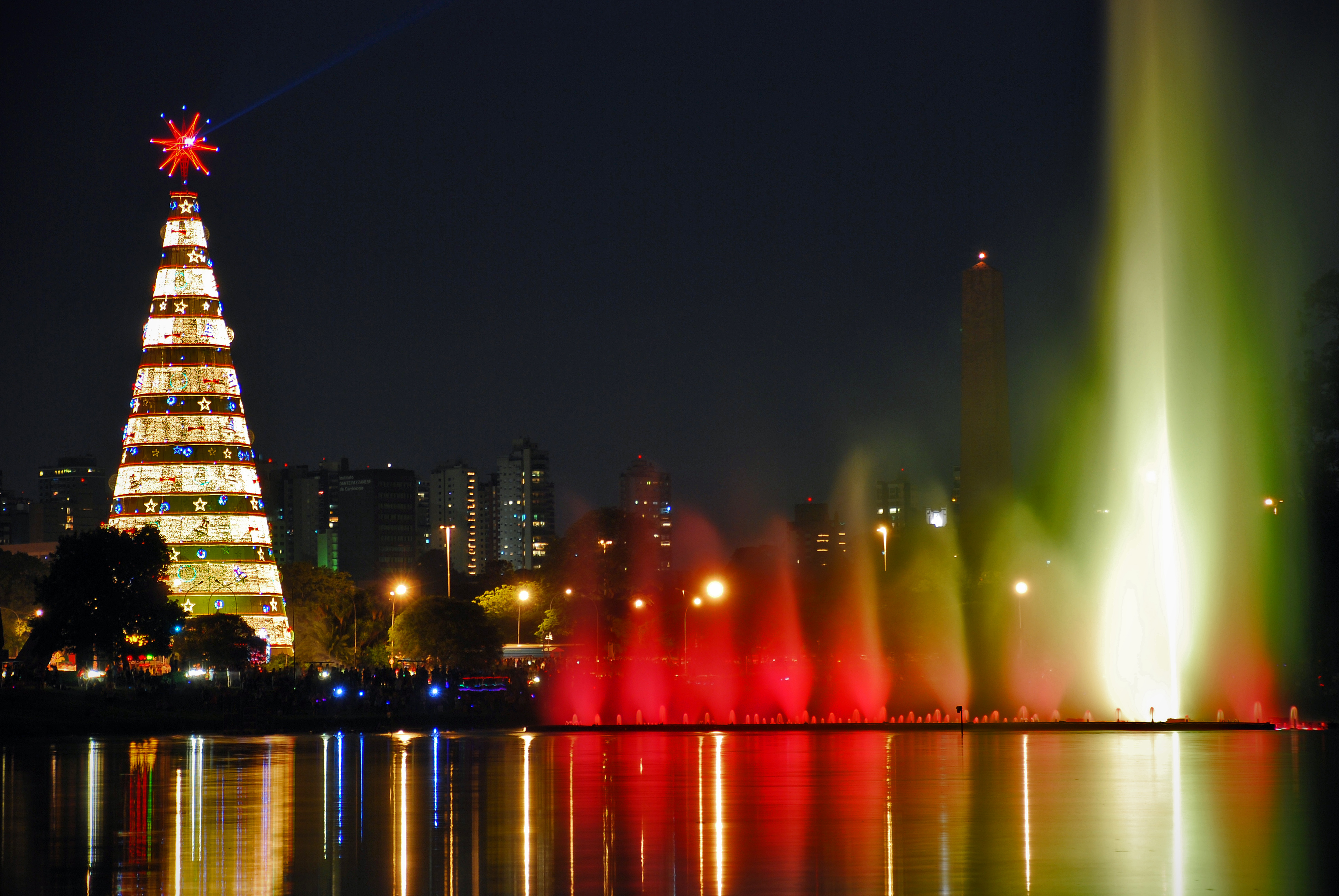
Albero di Natale a Rio de Janeiro
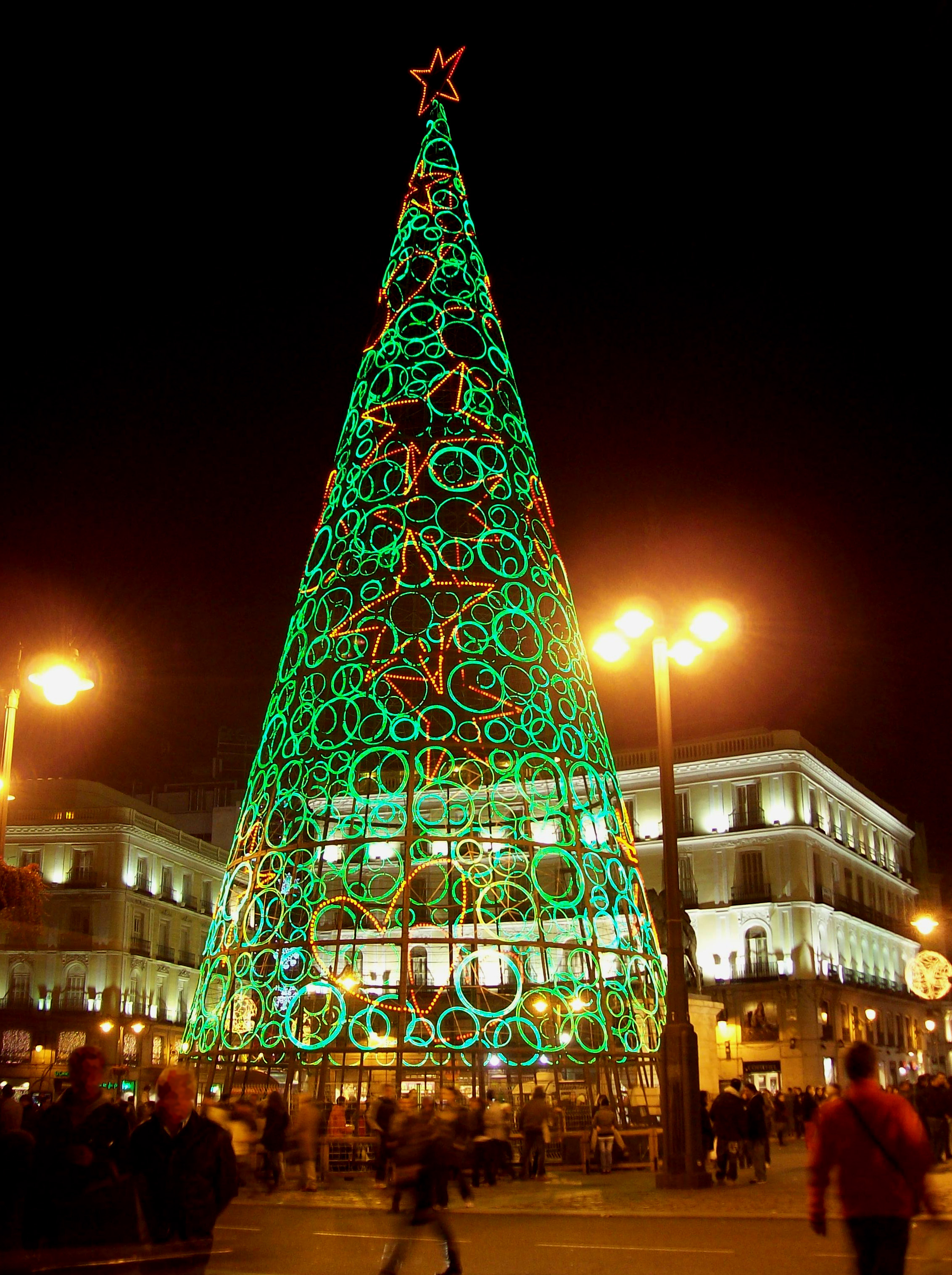
Albero di Natale in piazza Puerta del Sol a Madrid
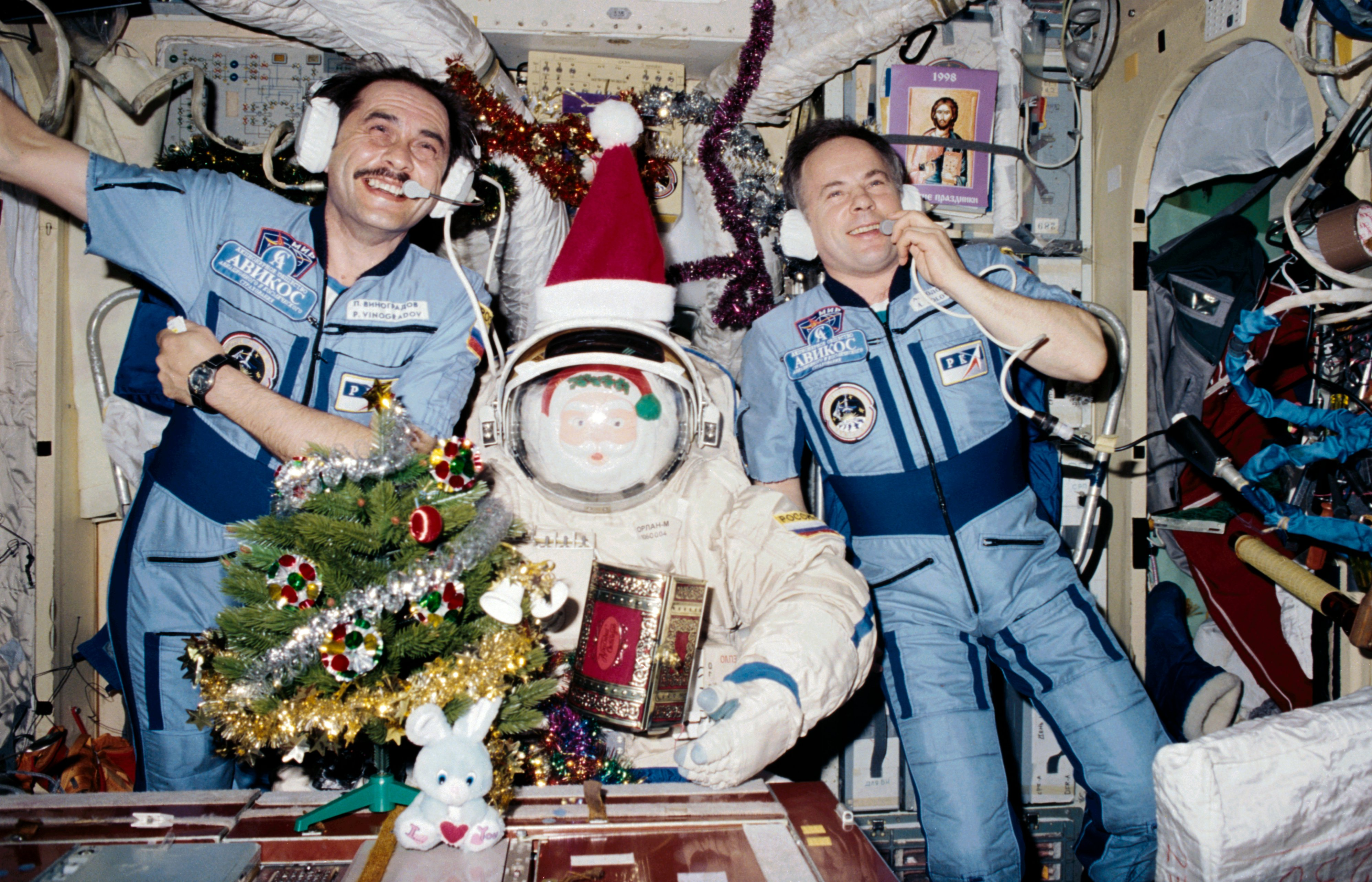
Un piccolo albero di Natale sulla stazione spaziale Mir nel 1997, insieme ai cosmonauti russi Pavel Vinogradov e Anatoly Solovyev
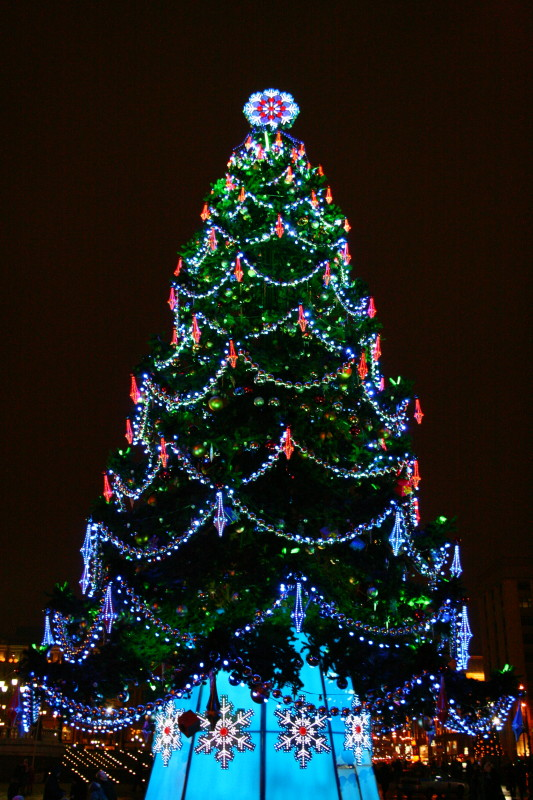
Albero di Natale nella Piazza Rossa a Mosca (Russia)
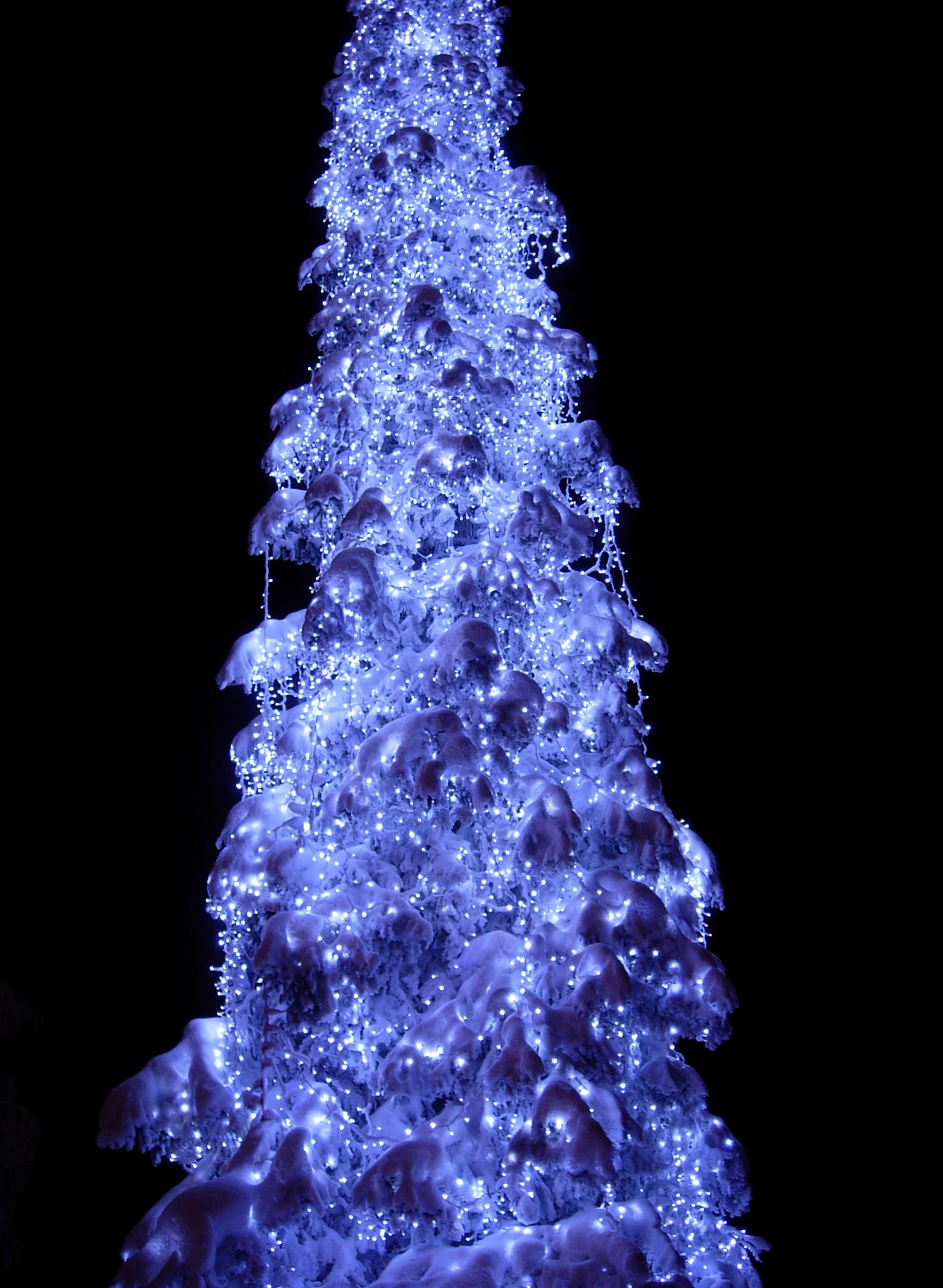
Albero di Natale al Santa Park (villaggio di Babbo Natale) a Rovaniemi, in Lapponia (Finlandia)
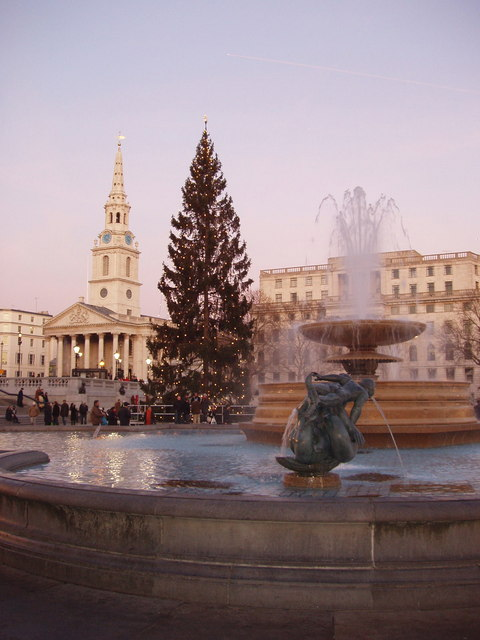
Albero di Natale in Trafalgar Square a Londra
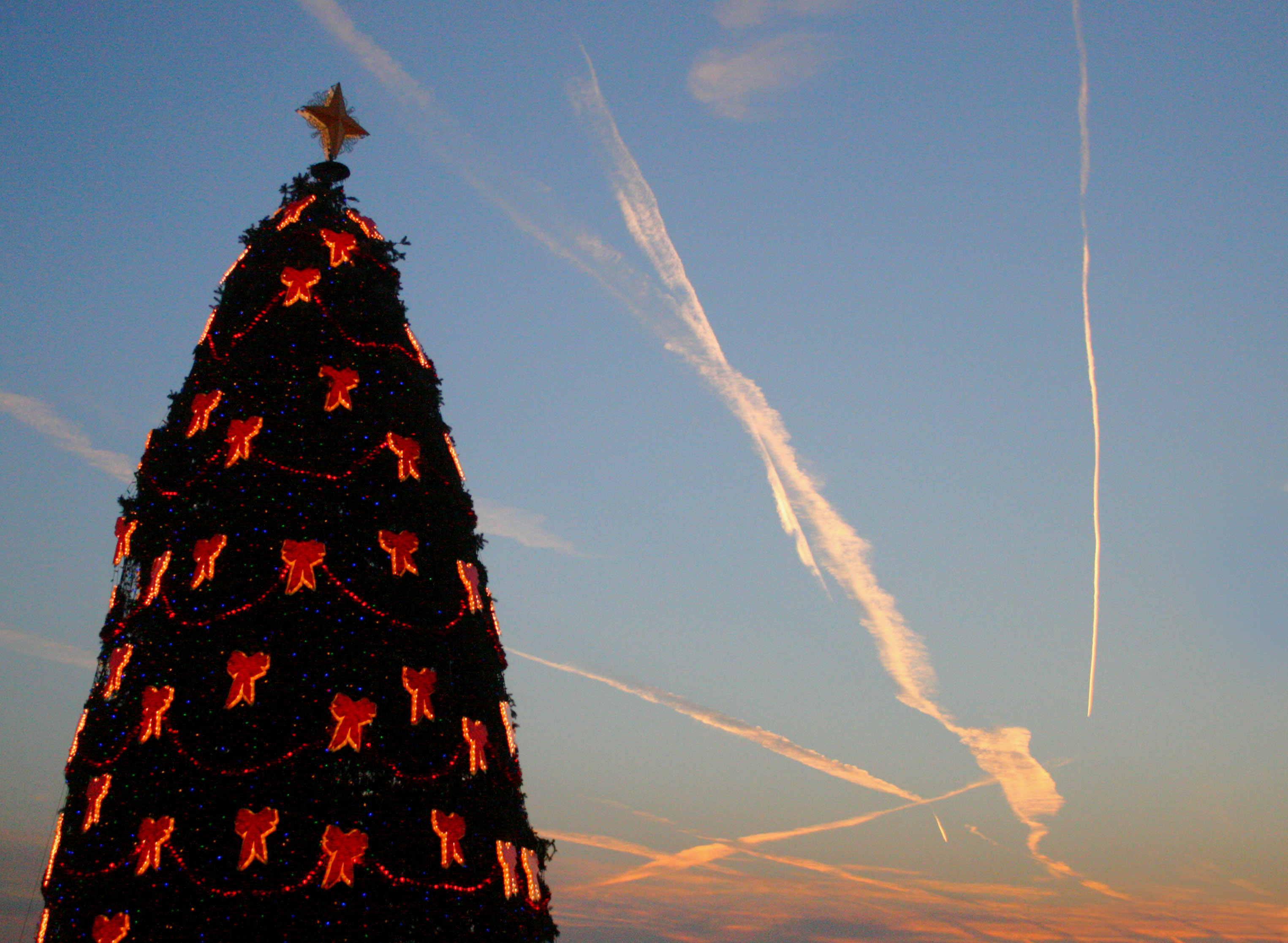
Albero di Natale presso la Casa Bianca a Washington nel 2007
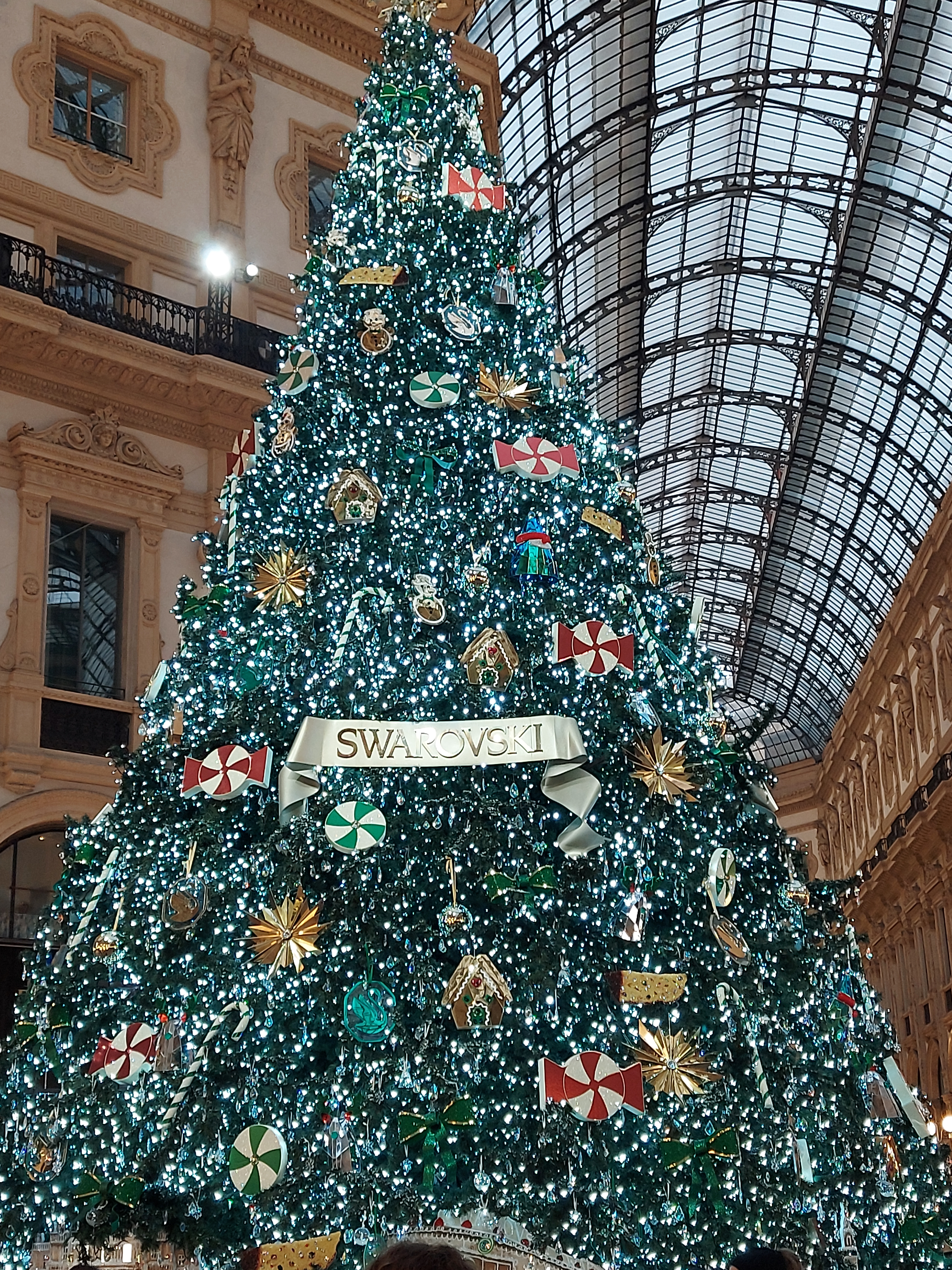
Albero di Natale nella galleria Vittorio Emanuele II a Milano nel 2021
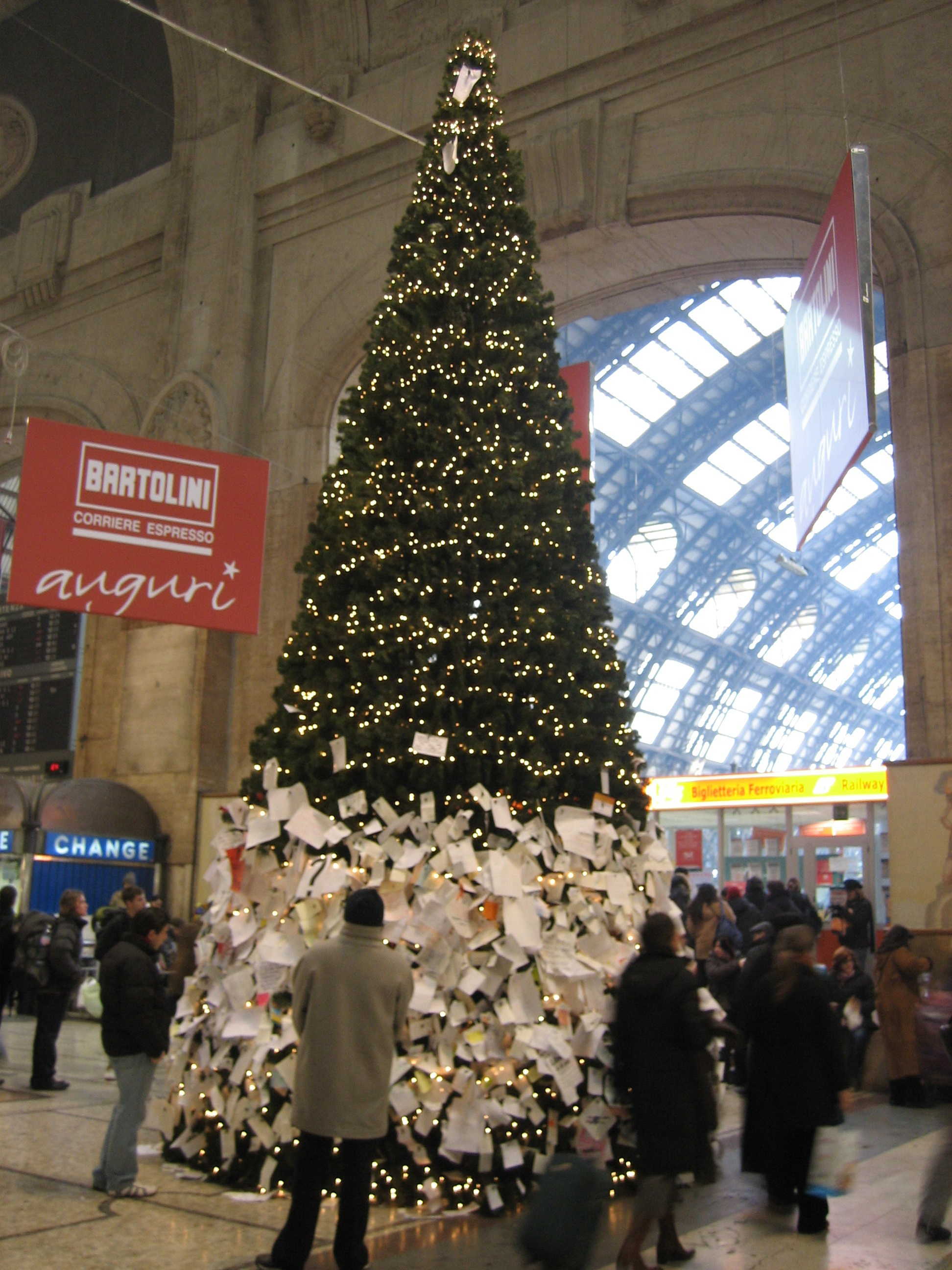
Albero di Natale della Stazione Centrale di Milano